# یواس‌اس بری (دی‌دی-۲)
یواس‌اس بری (دی‌دی-۲) (به انگلیسی: USS Barry (DD-2)) یک کشتی بود که طول آن ۲۵۰ فوت (۷۶ متر) بود. این کشتی در سال ۱۹۰۲ ساخته شد.